# Kamerun im Ersten Weltkrieg
Die deutsche Kolonie Kamerun wurde kurz nach Beginn des Ersten Weltkrieges im August 1914 zum Schauplatz von Kampfhandlungen. Die Schutztruppe führte bis Anfang 1916 Abwehrgefechte gegen das Vordringen britischer, französischer und belgischer Einheiten auf das Gebiet der Kolonie durch. Die Reste der deutschen Streitkräfte und der Zivilverwaltung nahmen schließlich Zuflucht im angrenzenden neutralen spanischen Äquatorialguinea. Kamerun wurde zwischen Frankreich und Großbritannien aufgeteilt.

## Ausgangsposition

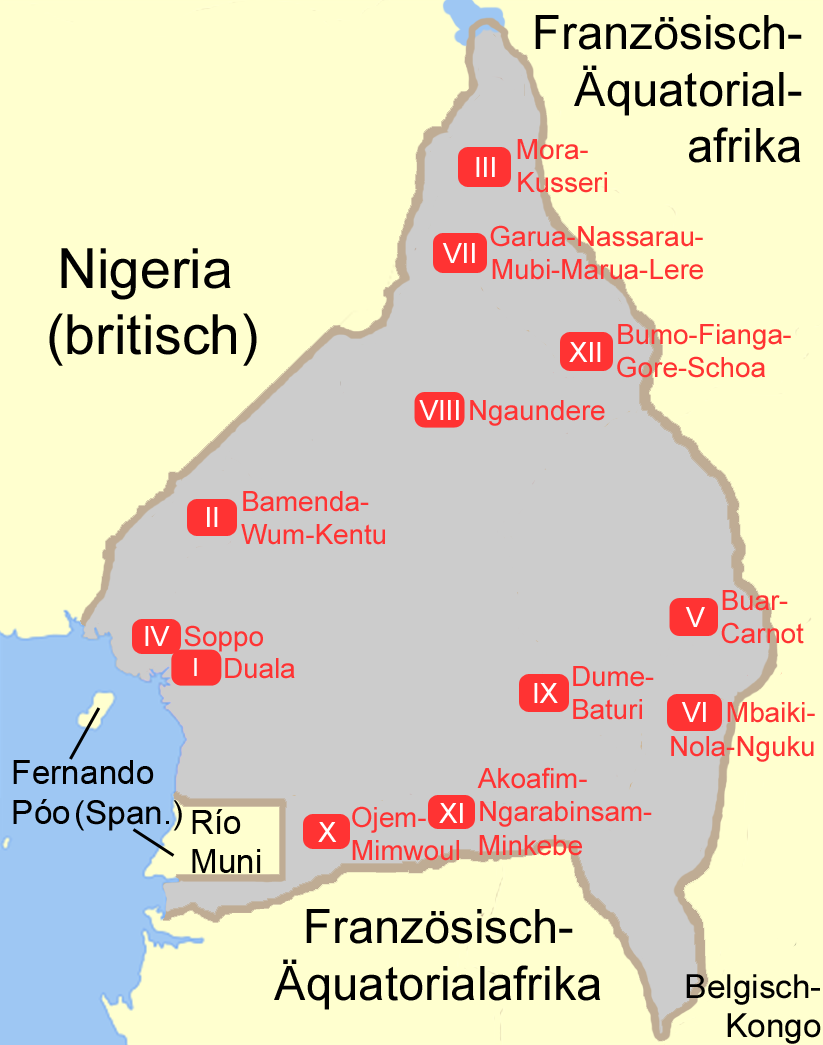
Ungefähre Kompanie-Standorte der Schutztruppe für Kamerun, 1914

Die deutsche Kolonie umfasste das heutige Kamerun und Teile des heutigen Gabun, Nigeria, Tschad, der Republik Kongo sowie der Zentralafrikanischen Republik. Sie grenzte an britische, französische und belgische Kolonien und konnte von Norden, Westen und Süden von drei verschiedenen Gegnern angegriffen werden. Außerdem bekam sie keine Verstärkung und keinen Munitionsnachschub. Die ca. 3200 schlecht ausgebildeten Einheimischen und deren ca. 200 weiße Führer hatten folglich eine schlechte Ausgangsposition. Sie waren der Entente völlig unterlegen.
Vom Volk der Duala hatten die Deutschen keine Unterstützung zu erwarten. Am 9. August 1914 wurde der Duala-König Rudolf Manga Bell auf deutschen Befehl hingerichtet, da er gegen die Missstände der Kolonialherrschaft und die Vertreibung seines Volkes tätig wurde. Folglich standen die Duala auf Seiten der Entente und begrüßten sie als Befreier. Die Völker im Inneren Kameruns, die etwas weniger unter der deutschen Kolonialherrschaft gelitten hatten, waren eher zum Hilfsdienst bereit.
Die zwölf Kompanien der kaiserlichen Schutztruppe waren über die gesamte Kolonie verteilt. Die Stammkompanie war in Duala stationiert. Die 4. Kompanie, auch als Expeditionskompanie bezeichnet, lag ebenfalls in Küstennähe beim Kommando in Soppo. Die 2. Kompanie stand an der Grenze zu Nigeria, während sich die 3. und 7. Kompanie hoch im Norden befanden. Im Zentrum taten die 8. und 9. Kompanie Dienst. Die 5., 6. und 12. Kompanie befanden sich im Osten, der erst 1911 von Französisch-Äquatorialafrika abgetreten worden war (Neukamerun). An der Südgrenze standen die 10. und 11. Kompanie.

## Strategie
Karl Ebermaier, als Gouverneur der Kolonie formal Befehlshaber der Schutztruppe, überließ die Führung weitgehend dem Kommandeur, Major Carl Heinrich Zimmermann. Zimmermann verteilte die ihm unterstellten Soldaten an allen Grenzabschnitten der Kolonie. Später wollte er die Schutztruppen ins hügelige Landesinnere zusammenziehen, um mit gebündelten Kräften weiterzukämpfen. Außerdem nutzten sie in wenigen Fällen auch die „Politik der verbrannten Erde“, um den gegnerischen Vormarsch zu lähmen. Verglichen mit der Situation in Togo bestand für die Deutschen in Kamerun der Vorteil, dass die Kolonie genügend Ausweichmöglichkeiten bot, um den Widerstand in die Länge zu ziehen. Auf diese Weise hofften sie, eine Kapitulation bis zum Kriegsende in Europa zu vermeiden.
Unter den Verbündeten der Gegenseite bestand Uneinigkeit bei der Koordinierung ihrer Angriffsstrategie. Besonders zwischen der britischen und französischen Führung herrschte anfangs ein ausgeprägtes Misstrauen. Daher verliefen die Operationen oftmals isoliert voneinander.

## Verlauf

### Kriegsbeginn 1914

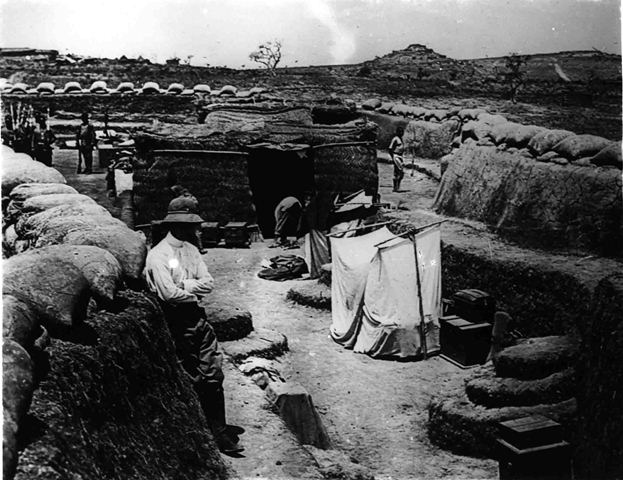
Deutsche Wehrschanze bei Garoua (Nordkamerun) 1914/15

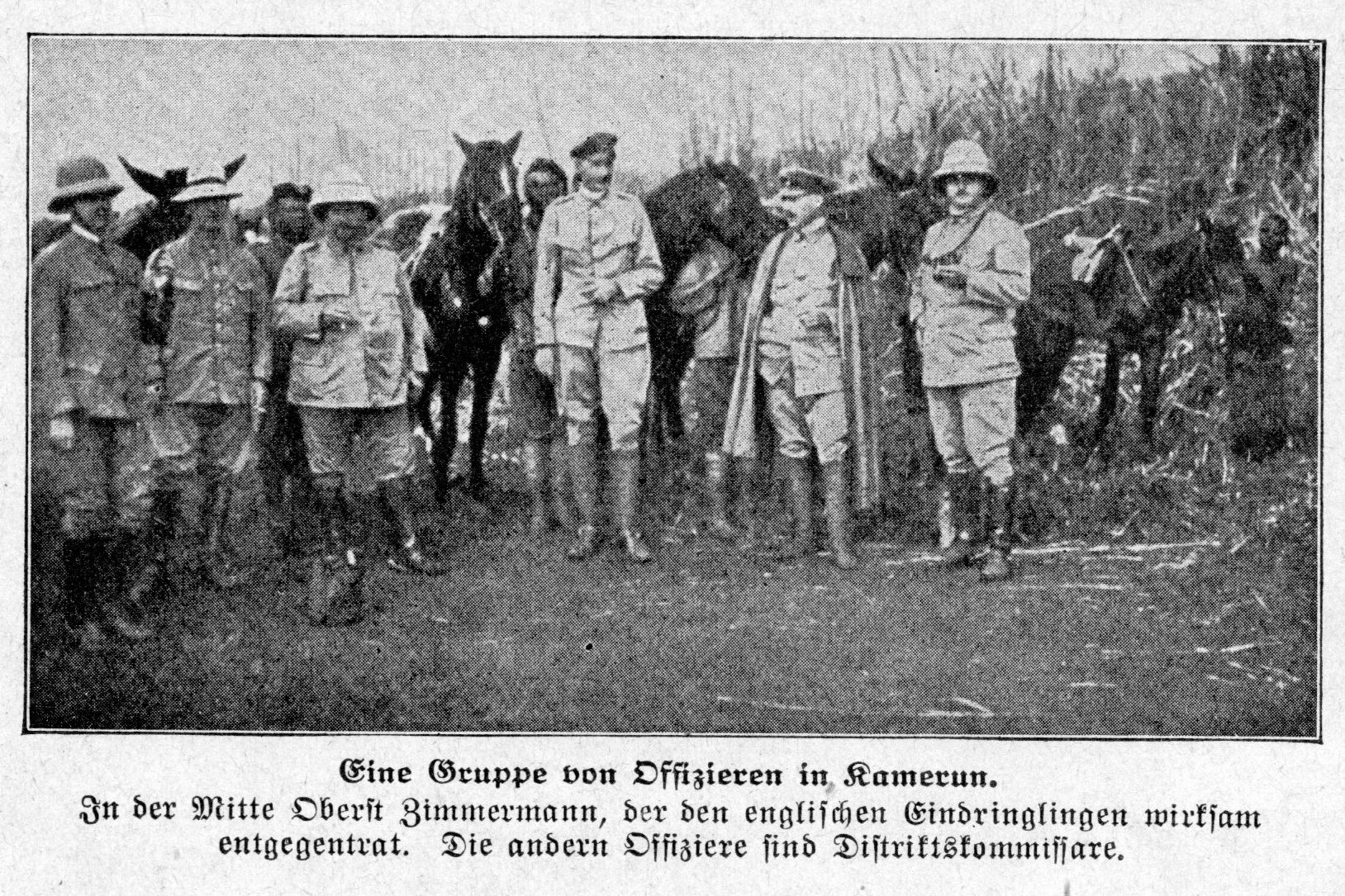
Offiziere der Schutztruppe Kamerun im Ersten Weltkrieg. Bildmitte Oberst Carl Zimmermann

Im August 1914 wurden die ersten Angriffswellen der Entente erfolgreich abgewehrt, obwohl diese von allen Seiten angriffen. Eröffnet wurden die Kämpfe am 24. August 1914 mit dem Beschuss der Küste Kameruns durch das Kanonenboot Surprise. Der französische Panzerkreuzer Bruix beschoss zudem die Küstenorte Kampo und Kribi. Die deutsche Seite stellte im Gegenzug die Nachtigal, Herzogin Elisabeth und Soden als Hilfskriegsschiffe in Dienst. Zusammen mit kleineren Schiffen erhielt die Flotte den Auftrag, die Landung feindlicher Kräfte am Kamerunfluss möglichst lange zu verzögern.
Am 25. August 1914 besetzte eine britisch-nigerianische Einheit nach kurzem Gefecht den Grenzort Tepe in Nordkamerun. Ende August 1914 konnte die Schutztruppe bei Garoua einen frühen Sieg über britische Einheiten erringen. Auch ein britischer Einfall aus Südnigeria konnte bei Nsanakang zurückgeschlagen werden. Im September 1914 eroberten die Briten jedoch vom Wasser aus die Küste Kameruns. Eine Flotte der Entente, bestehend aus 24 Kriegs- und Transportschiffen sowie Flussbooten, versammelte sich am 11. September 1914 im Mündungsgebiet des Kamerunflusses. Vier veraltete Feldgeschütze konnten die Besetzung des Hafens von Duala zwar verzögern, aber nicht verhindern. Als letzte Abwehrmaßnahme rammte der deutsche Regierungsdampfer Nachtigal das britische Kanonenboot Dwarf, woraufhin die Nachtigal sank. Kleinere Schiffe, wie die Prinz Udo, wurden von den Deutschen selbst versenkt. So konnten die wichtigen Küstenstädte Duala, Limbe (Viktoria), Buea und Jabassi eingenommen werden. Bei ihrer Landung in Viktoria schossen die Briten die Gebäude der Westafrikanische Pflanzungsgesellschaft teilweise in Brand. Die Küstenfunkstation Duala wurde vor der Einnahme am 27. September 1914 von den Deutschen selbst zerstört. Die britischen Soldaten machten einige Gefangene, denen die Munition ausgegangen war. Anschließend zogen sie an den Eisenbahngleisen entlang nach Jaunde, der Hauptstadt des Landes. Die deutsche Schutztruppe begann, dort ihre Verteidigung zu verstärken. Zimmermann entschloss sich zu einer Offensive gegen die Briten, die erfolglos blieb. Jedoch wurden die britischen Truppen dadurch einige Zeit aufgehalten, da sie ihre Truppen erst neu ordnen mussten. Die Franzosen eroberten Edéa, Nola und Sanaga im Oktober. Im Bezirk Molundu (Südost-Kamerun) kam es vom 26. bis zum 29. Oktober 1914 zu schweren Gefechten bei dem Dorf Putu am Sangha-Fluss. Der ungleiche Kampf zwischen der 9. Kompanie der Schutztruppe und den belgisch-französischen Verbänden, die über bewaffnete Flussdampfer verfügten, endete mit dem Rückzug der deutschen Kompanie. Kurz vor Weihnachten 1914 gelang dann den Franzosen die Einnahme der Station Molundu.
Als Ersatz für die zerstörte Funkstation in Duala errichteten die Deutschen auf einem Hügel bei Streckenkilometer 203 der Kameruner Mittellandbahn nahe Éséka eine provisorische Funkstelle. Aufgrund technischer Mängel konnte die Anlage allerdings nicht zum Senden, sondern lediglich zum Empfangen von Funksignalen eingesetzt werden.
Zwei deutsche Flugzeuge, die bereits kurz vor Kriegsausbruch per Schiff eingetroffen waren, kamen nicht zum Einsatz. Nach der Ankunft in Duala wurde die Originalkiste mit den Einzelteilen der Fluggeräte über die 150 km langen Kameruner Nordbahn nach Nkongsamba gebracht und von dort aus weiter bis zum Posten Bare. Die Nordbahn wurde ab dem 9. Dezember 1914 durch britische Verbände erobert. Zuvor war sie gut 2 Monate lange durch eine kleine Truppe unter Hauptmann von Engelbrecht verteidigt worden. Als die Briten Bare am 11. Dezember 1914 besetzten, fanden sie die Kiste mit den deutschen Fluggeräten und brachten sie nach Südafrika.

### Kriegsjahr 1915
1915 gingen die Kämpfe im bergigen Zentrum Kameruns weiter. In der Nordprovinz hatte sich die 3. Kompanie der Schutztruppe verschanzt. Sie hielt eine Bergstellung nahe dem Ort Mora im Mandara-Gebirge besetzt, war aber weitgehend abgeschnitten. Britische Verbände griffen von Norden und Westen an. Französische Kolonialtruppen marschierten von Osten ein. Neben Mora bildete Garoua ein weiteres Widerstandsnest in Nordkamerun, das von der 7., 8. und 12. Kompanie der Schutztruppe lange gehalten wurde. Die deutschen Erd- und Lehmschanzen um Garoua wurden monatelang belagert und beschossen, doch die zahlenmäßige und technische Überlegenheit der Entente wurde immer erdrückender. Ein Rückzugsversuch Anfang Juni 1915 scheiterte aufgrund des für diese Jahreszeit ungewöhnlich hohen Wasserstandes des Benue. Am 10. Juni 1915 wurde Garoua schließlich von den Briten und Franzosen besetzt. Der etwas südlicher gelegene Ort Ngaundere ging für die deutsche Seite ebenfalls verloren. Den deutschen Einheiten mangelte es nun zunehmend an Munition. Auch das Fehlen moderner Artillerie machte sich immer nachteiliger bemerkbar. In Südkamerun war es der Schutztruppe zwar im März 1915 gelungen, die Franzosen bei Lomié kurzzeitig zum Stehen zu bringen, doch im Jahresverlauf rückten belgische und französische Kolonialtruppen weiter von Osten her ein. So verteidigten die Deutschen und ihre afrikanischen Askaris nur noch Mora im äußersten Norden, das Zentrum sowie einen kleinen Teil der Südprovinz Kameruns.
Die Empfangsstelle bei Eseka wurde am 18. April 1915 abgebaut. Stattdessen konnte bei Ebolowa im August und September 1915 wiederum eine provisorische Empfangsanlage betrieben werden, die jedoch keine befriedigenden Resultate lieferte.

### Rückzug und Kapitulation 1916
Anfang des Jahres 1916 nahmen die Geländegewinne der Entente zu. Nun trat bei den Deutschen zudem ein akuter Mangel an Arzneimitteln und Salz ein. Zimmermann befürchtete, dass die Franzosen und Briten seine Truppen umzingeln könnten, indem sie den Süden des Landes besetzten. Er entschloss sich, mit dem größten Teil der Truppen nach Süden in die neutrale Kolonie Spanisch-Guinea (Rio Muñi) zu ziehen. Er wollte damit auch erreichen, dass die deutschen Bewohner Kameruns nach Rio Muñi fliehen konnten. Eine kleine Nachhut hielt weiterhin in Jaunde die Stellung, um ihnen Zeit zu verschaffen. Währenddessen gelangte die Schutztruppe mit ca. 550 deutschen und rund 5000 afrikanischen Soldaten sowie zivilen Flüchtlingen nach Rio Muñi. Dort wurden sie entwaffnet. Die Deutschen kamen dadurch nach Spanien. Die Einheimischen wurden auf die vor Kamerun gelegene Insel Fernando Póo umgesiedelt.
Als eine der letzten kämpfenden Einheiten ergab sich Mitte Februar 1916 die 3. Kompanie in der Stellung Mora unter Hauptmann Ernst von Raben.

### Internierung

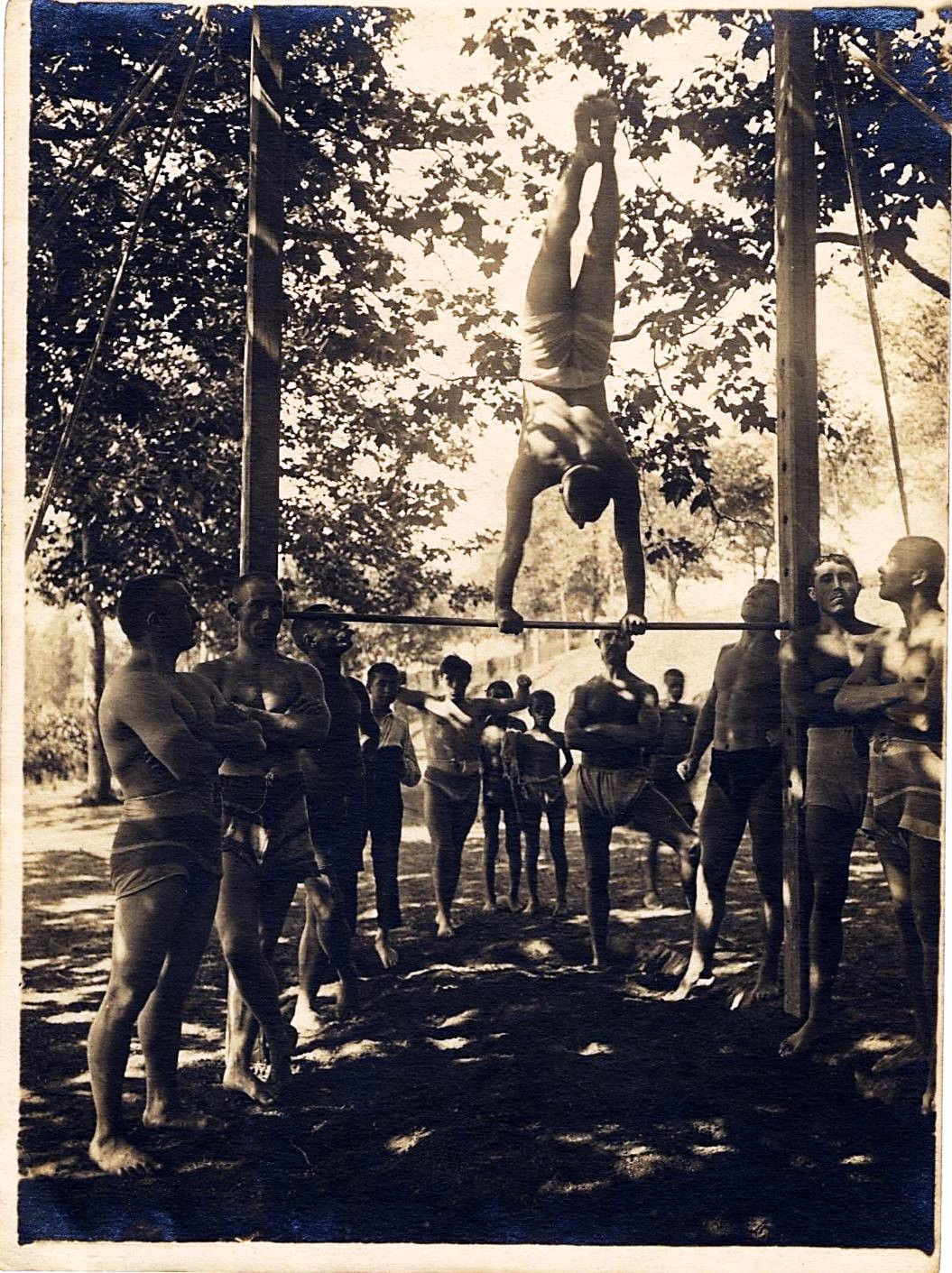
Internierte Angehörige der Kameruner Schutztruppe im spanischen Pamplona, um 1916

Um der Kriegsgefangenschaft zu entgehen, zog sich die Schutztruppe 1916 nach Rio Muni im Süden von Kamerun zurück; die spanische Kolonie im heutigen Äquatorialguinea war neutrales Gebiet. Quartier machte die Truppe zunächst in der Nähe von Bata. Da die dortigen Böden für die Selbstversorgung zu schlecht waren, wurde sehr bald beschlossen, den Großteil der Schutztruppe auf die Insel Fernando Poo (heute Bioko) zu verbringen. Die meisten Deutschen und die kamerunischen Führer wie Karl Atangana wurden hingegen in Spanien interniert. Andere Kameruner aus dem deutschen Tross wurden nach Kamerun zurückgeschickt, einige blieben in Bata.
In Fernando Poo war die Schutztruppe an der Küste südlich von San Carlos (heute Luba) sowie am östlichen und (der Hauptteil) am westlichen Ortsrand von Santa Isabel (heute Malabo) auf dem Gelände der Moritz-Farm untergebracht.
Die 6000 Soldaten und 12.000 Familienangehörigen leisteten Pionierarbeit, verloren aber hunderte Kameruner und acht Deutsche durch Tropenkrankheiten und Auszehrung. Von Deutschland aus konnte aufgrund des Krieges keine direkte Hilfe geleistet werden. Das U-Boot U 35 unter dem Kommandanten von Arnauld de la Perière brachte jedoch Medikamente für die Internierten ins spanische Cartagena – verbunden mit einem Dankschreiben an den spanischen König. Auf dem ehemaligen Friedhofsgelände der Schutztruppe in Jaunde stehen zwei bis heute erhaltene Obelisken. Sie wurden vor wenigen Jahren wiederentdeckt und freigeräumt. Am Volkstrauertag 2009 rief die deutsche Botschaft dort zu einer Gedenkveranstaltung auf.

## Ergebnis/Folgen
Im Zuge der Neuordnung des deutschen Kolonialgebiets erhielt Großbritannien etwa ein Fünftel des ehemaligen Kamerun, bestehend aus zwei Landteilen, die an die britische Kolonie Nigeria grenzten. Die restlichen vier Fünftel wurden Frankreich zugesprochen. In ihrem Gebiet verfolgten die Franzosen eine Assimilationspolitik, die die Verwendung deutscher Literatur verbot, und führten eine intensive Kampagne zur Verbreitung der französischen Bildung unter der Bevölkerung. Im Gegensatz dazu verfolgte Großbritannien eine Politik der indirekten Herrschaft und war auf die einheimischen deutschen Großgrundbesitzer und Plantagenleiter angewiesen, die mit dem Land bestens vertraut waren. Durch den Versailler Vertrag wurde die Kolonie Deutschland 1919 abgesprochen und Kamerun ging offiziell in den Besitz des Völkerbundes über, der das Gebiet wiederum als völkerrechtliches Mandat zur Verwaltung an die Briten und Franzosen gab. Daraufhin wurde Kamerun in Britisch-Kamerun und Französisch-Kamerun aufgeteilt. Erst 1960 wurde das Land unabhängig.